# Maurice Nadeau
Pour les articles homonymes, voir Nadeau.
Maurice Nadeau, né à Paris le 21 mai 1911 et mort dans la même ville le 16 juin 2013,, est un instituteur, écrivain et critique littéraire, directeur de collections et de revues et éditeur français.
Il est le père de l'actrice Claire Nadeau et du réalisateur Gilles Nadeau.

## Biographie
Fils d'Édouard Nadeau, un journalier, et de Zilda Clair, Maurice Nadeau est orphelin de guerre. Il entre à l'École normale supérieure de Saint-Cloud et y découvre la politique. En 1930, à 19 ans, il adhère au PCF où il est amené à militer avec Georges Cogniot. Exclu en 1932, il lit alors Lénine et Trotski, ce qui l'incite à rejoindre la Ligue communiste de Pierre Naville. Il fréquente alors Louis Aragon, André Gide, André Breton, Jacques Prévert et Benjamin Péret. À partir de 1933, il rédige des notes de lectures pour la revue Masses de René Lefeuvre.
Nommé professeur de lettres en 1936, il enseigne jusqu'en 1945, brièvement comme professeur de lettres à Prades, puis rapidement comme instituteur à Thiais, afin de se rapprocher de Paris. C'est alors qu'il collabore avec André Breton à la revue Clé qui proteste contre l’internement des Républicains espagnols en France, dans le contexte de montée de la guerre.
Après une brève mobilisation, il reprend l'enseignement sous l’occupation nazie et s'engage dans des activités politiques clandestines. Son réseau de Résistance (comprenant un soldat allemand qui sera fusillé) est démantelé au cours d'une rafle : David Rousset et plusieurs de ses membres seront déportés. L'épouse de David Rousset aide alors Nadeau à échapper à la déportation.
Reprenant ses activités professionnelles, il publie en 1945 une Histoire du surréalisme, qui a été un ouvrage de référence sur le sujet, même si André Breton ne le trouvait pas exactement à son goût.
À la Libération, il entre comme critique, grâce à Pascal Pia qui en est le rédacteur en chef, dans le journal issu de la Résistance Combat, dirigé par Albert Camus. Il tient la page littéraire durant sept ans et y fait connaître des auteurs comme Georges Bataille, Jean Genet, René Char, Henri Michaux, Claude Simon ou Henry Miller, puis entreprend de commencer l'édition des œuvres du marquis de Sade. Il étonne ses contemporains en prenant la défense de Louis-Ferdinand Céline.
Commence alors une longue période éditoriale dans divers journaux et maisons d'édition : éditeur aux éditions du Pavois (son premier ouvrage, édité en 1946, sera L'Univers concentrationnaire de David Rousset), directeur de la coll. « Le chemin de la vie » aux éditions Corrêa de 1949 à 1954, critique au Mercure de France de 1949 à 1953, critique à France-Observateur (1952-1959), puis à L’Express de Françoise Giroud (1959-1964).
Directeur de collection aux Éditions Julliard (1953-1964), il dirige une revue littéraire, Les Lettres nouvelles (1953-1976), où il publie Edmond Jabès, Yves Bonnefoy, Salah Stétié. C'est alors que, voisin de palier de la revue Les Temps modernes, il fréquente Jean-Paul Sartre, avec qui, durant la guerre d'Algérie, il signe et diffuse le Manifeste des 121 sous-titré « Déclaration sur le droit à l’insoumission dans la guerre d’Algérie », paru en Septembre 1960. Il travaille ensuite chez Denoël (1965-1977), où il publie Élise ou la Vraie Vie (1967), puis aux éditions Robert Laffont.
Le 15 mars 1966, il publie avec François Erval le no 1 de La Quinzaine littéraire, un bimensuel pour lequel il s'assure dès le no 2 de l'étroite collaboration d'Anne Sarraute. La revue traverse régulièrement des difficultés financières. Une vente aux enchères est même organisée en 1976 pour la sauver, avec la participation de personnalités comme Pierre Soulages, Samuel Beckett, Henri Michaux ou Nathalie Sarraute.
En 1977, Maurice Nadeau fonde sa propre maison d'édition, Les Lettres nouvelles, qu'il dirigera jusqu’à sa mort. En 1984, la maison d'édition est rebaptisée les Éditions Maurice Nadeau. Il y publie notamment le premier roman de Michel Houellebecq, Extension du domaine de la lutte, et les ouvrages du futur Prix Nobel J. M. Coetzee, ainsi que des jeunes auteurs Soazig Aaron, Ling Xi ou Yann Garvoz.
Le 16 mai 2013, Maurice Nadeau a signé un texte d'appel intitulé Vous ne laisserez pas mourir la Quinzaine, qui appelait à la création d’une société participative comportant deux collèges (l’un regroupant les lecteurs et amis de la Quinzaine littéraire, l’autre les collaborateurs de la revue), afin que chacun – ami ou écrivain collaborateur – puisse devenir actionnaire de « son » journal.
Maurice Nadeau s'éteint exactement un mois plus tard, le 16 juin 2013.
En 2014, son fils Gilles Nadeau reprend les éditions Les Lettres Nouvelles-Maurice Nadeau afin de poursuivre l'œuvre éditoriale dans une librairie qui porte le nom de son père, rue Malebranche, Paris 5e, dans la même rue que Maurice Nadeau a habitée pendant plus de soixante ans.

### Prix et distinctions
Maurice Nadeau a notamment reçu le prix Mac Orlan 1982 et le Grand prix national des Lettres en 1988.
Il a été fait Commandeur des Arts et des Lettres.

## Travail éditorial

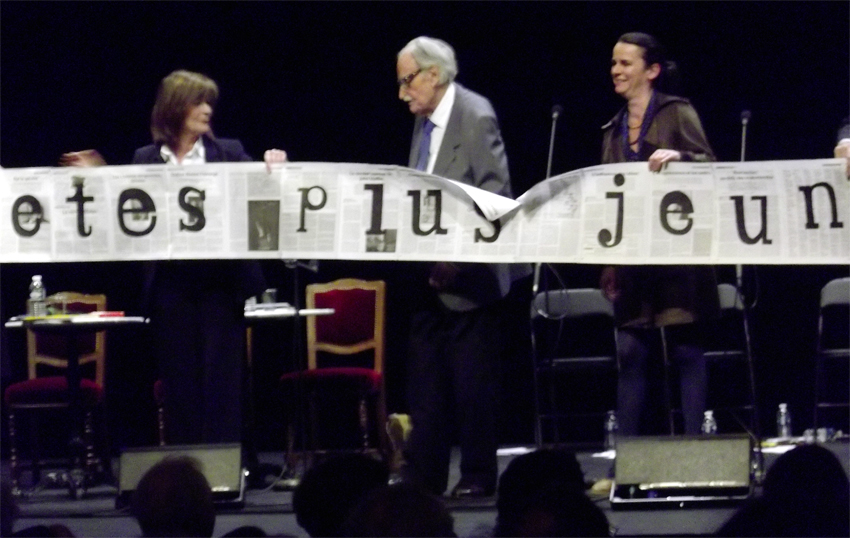
Claire Nadeau, Maurice Nadeau et Tiphaine Samoyault à l'Odéon ; enregistrement pour France Culture le 26 avril 2011.

On lui doit l’édition – et parfois la découverte – en France de nombreux auteurs, parmi lesquels :
- Michel Leiris, René Char, Georges Bataille, Henri Michaux, Edgar Morin
- Le Marquis de Sade
- Samuel Beckett, Emil Cioran
- Henry James
- Lawrence Durrell, Henry Miller, Lawrence Ferlinghetti, Jack Kerouac
- Richard Wright
- Jorge Luis Borges, Octavio Paz
- Witold Gombrowicz, Alexandre Soljenitsyne[17], Varlam Chalamov
- Walter Benjamin, Arthur Koestler
- Roland Barthes, Georges Perec, Nathalie Sarraute
- Robert Antelme, René de Obaldia
- Les poèmes de Pier Paolo Pasolini,
- Malcolm Lowry, J. P. Donleavy, J. M. Coetzee, John Hawkes
- Fernando Arrabal, Tahar Ben Jelloun, Thomas Bernhard, Hector Bianciotti, Max Blecher, Stig Dagerman, Jean Douassot, Claire Etcherelli, Louis Guilloux, Jean-Marie Gustave Le Clézio, Janine Matillon, Pierre Notte, Mezz Mezzrow, Soazig Aaron, Angelo Rinaldi, David Rousset, Nelly Sachs, Bruno Schulz, Leonardo Sciascia, Claude Simon, Ling Xi, Andrea Zanzotto, Jean-Michel Maubert
- Michel Houellebecq

## Ouvrages
- Barbara Rogers (sous le pseudonyme Joë Christmas), Collection Minuit, les Éditions Georges Ventillard, 1941
- Claude Viseux, Éditions Cimaise, 1956
- Histoire du surréalisme, Le Seuil, 1945 ; Points-Seuil 1970
- Marquis de Sade : Œuvres, précédé de Exploration de Sade, La Jeune Parque, 1947. [Textes choisis par Maurice Nadeau, précédés d'un essai.]
- Documents surréalistes, Le Seuil, 1948. [Ils seront repris en appendice de Histoire du surréalisme en 1969.]
- Littérature présente, Corréa, 1953
- Michel Leiris et la quadrature du Cercle, essai, Julliard, 1963 ; Maurice Nadeau, 2002. [Le premier d'une série d'ouvrages présentant cet auteur, visant ici particulièrement le jeune public. Avec un portrait de Michel Leiris par Alberto Giacometti.]
- Gustave Flaubert : Œuvres complètes et Correspondance, dix-huit volumes, Rencontre, 1965-1983
- En collaboration avec Robert Kanters : Anthologie de la poésie française, 12 volumes, Rencontre (Lausanne), 1966-1967
- Le Roman français depuis la guerre, essai, Gallimard, 1969 ; Le Passeur en 1992. [Une histoire littéraire de l'immédiat après-guerre jusqu'au Nouveau roman.]
- Gustave Flaubert, écrivain, études, Denoël, 1969 ; Maurice Nadeau, 1980. [Ce livre regroupe les 18 préfaces fournies pour l'édition des Œuvres complètes de Gustave Flaubert, référencées ci-dessus.]
- En collaboration avec Serge Quadruppani : Un coupable idéal, Roger Knobelspiess, Maurice Nadeau, 1985
- Album de la Pléiade : André Gide, bibliothèque de la Pléiade, éditions Gallimard, , 1985
- Grâces leur soient rendues, Albin Michel, 1990 et 2011 [Portraits de diverses personnalités de la littérature et du monde éditorial.]
- Une vie en littérature. Conversations avec Jacques Sojcher, Complexe, 2002
- Sade, l'insurrection permanente, Maurice Nadeau, 2002
- Serviteur ! Souvenirs littéraires, Albin Michel, 2002. [Choix d'articles critiques parmi sa production dans diverses revues et journaux.]
- Journal en public, Maurice Nadeau / La Quinzaine littéraire, 2006. [Dix ans de réflexions critiques tenues dans La Quinzaine littéraire, pour ce livre dont le titre reprend celui du Journal en public d'Elio Vittorini, préfacé par Maurice Nadeau pour l'édition française, Gallimard / Du monde entier, 1961.]
- Ferdinando Scianna, Actes-Sud, 2008. [Texte de présentation du photographe italien.]
- Le Chemin de la vie, entretiens avec Laure Adler, avec la collaboration de Tiphaine Samoyault et de Ling Xi, suivi de quatre textes critiques sur Henri Calet, Baudelaire, Balzac et Malcolm Lowry, Verdier en partenariat avec France Culture, 2011
- Sade, l’insurrection permanente, suivi de Français encore un effort si vous voulez être républicains, Éditions Maurice Nadeau, 2025, 224 pages, présentation éditeur.

## Autres (autour de l'éditeur-auteur: films, références, émissions radio…)
- Interview filmée de Maurice Nadeau par Michel Boujut
- Jacques Sojcher, « Maurice Nadeau - une passion littéraire », Les Amis de la Revue de l'Université de Bruxelles, septembre 2011
- Bernard Fillaire, Lettre à Maurice Nadeau, Le Cherche midi, 2005

### Films
- Maurice Nadeau (32 min) L'épisode 17/20[18] de la collection Passages, ensemble réalisé par Michel Burnier (université de Bretagne, Brest), CNRS, 2005
- Maurice Nadeau, révolution et littérature (deux versions : 52 min et 82 min) réalisé par Gilles Nadeau (Morgane prod. & Gilles Nadeau), 2005. 52 min diffusé sur la chaîne histoire en 2005. (82 min diffusé sur DVD + livre diffusé par LMAC sous le titre Maurice Nadeau. Entretiens. Une histoire personnelle et mouvementée de la littérature)
- Maurice Nadeau, une vie en littérature (54 min) Diffusé sur Arte 28 mai 2011) réalisé par Ruth Zylberman produit par Zadig productions.
- Maurice Nadeau, entretiens filmés. (2010) À l’occasion du millième numéro de la Quinzaine littéraire, Claire Richard, membre du comité de rédaction, a interviewé son directeur. Plusieurs extraits vidéo de Maurice Nadeau, écrivain, éditeur, cofondateur de la Quinzaine littéraire en mars 1966[19]

### Radio
- France Culture, série de cinq émissions, diffusée initialement le 10 mars 2000, entretiens avec Françoise Estèbe pour À voix nue[20]